# Adam Mair
Adam Mair, född 15 februari 1979 i Hamilton, Ontario, är en kanadensisk professionell ishockeyspelare som spelade för det amerikanska ishockeylaget New Jersey Devils i NHL.

## Statistik
| 1995–96      | Owen Sound Platers     | OHL          | 62  | 12 | 15 | 27  | 63  | 6  | 0  | 0  | 0  | 2  |
| 1996–97      | Owen Sound Platers     | OHL          | 65  | 16 | 35 | 51  | 113 | 4  | 1  | 0  | 1  | 2  |
| 1997–98      | Owen Sound Platers     | OHL          | 56  | 25 | 27 | 52  | 179 | 11 | 6  | 3  | 9  | 31 |
| 1998–99      | Owen Sound Platers     | OHL          | 43  | 23 | 41 | 64  | 109 | 16 | 10 | 10 | 20 | 47 |
| 1998–99      | Toronto Maple Leafs    | NHL          | —   | —  | —  | —   | —   | 5  | 1  | 0  | 1  | 14 |
| 1998–99      | St. John's Maple Leafs | AHL          | —   | —  | —  | —   | —   | 3  | 1  | 0  | 1  | 6  |
| 1999–00      | St. John's Maple Leafs | AHL          | 62  | 22 | 27 | 49  | 124 | —  | —  | —  | —  | —  |
| 2000–01      | St. John's Maple Leafs | AHL          | 47  | 18 | 27 | 45  | 69  | —  | —  | —  | —  | —  |
| 2000–01      | Toronto Maple Leafs    | NHL          | 16  | 0  | 2  | 2   | 14  | —  | —  | —  | —  | —  |
| 2000–01      | Los Angeles Kings      | NHL          | 10  | 0  | 0  | 0   | 6   | —  | —  | —  | —  | —  |
| 2001–02      | Manchester Monarchs    | AHL          | 27  | 10 | 9  | 19  | 48  | 5  | 5  | 1  | 6  | 10 |
| 2001–02      | Los Angeles Kings      | NHL          | 18  | 1  | 1  | 2   | 57  | —  | —  | —  | —  | —  |
| 2002–03      | Buffalo Sabres         | NHL          | 79  | 6  | 11 | 17  | 146 | —  | —  | —  | —  | —  |
| 2003–04      | Buffalo Sabres         | NHL          | 81  | 6  | 14 | 20  | 146 | —  | —  | —  | —  | —  |
| 2005–06      | Buffalo Sabres         | NHL          | 40  | 2  | 5  | 7   | 47  | 3  | 0  | 0  | 0  | 0  |
| 2006–07      | Buffalo Sabres         | NHL          | 82  | 2  | 9  | 11  | 128 | 16 | 1  | 4  | 5  | 10 |
| 2007–08      | Buffalo Sabres         | NHL          | 72  | 5  | 12 | 17  | 66  | —  | —  | —  | —  | —  |
| 2008–09      | Buffalo Sabres         | NHL          | 75  | 8  | 11 | 19  | 95  | —  | —  | —  | —  | —  |
| 2009–10      | Buffalo Sabres         | NHL          | 69  | 6  | 8  | 14  | 73  | 6  | 1  | 1  | 2  | 4  |
| Totalt (NHL) | Totalt (NHL)           | Totalt (NHL) | 550 | 37 | 73 | 110 | 784 | 35 | 3  | 5  | 8  | 36 |